# Josh Kelly
 (octobre 2015).
Si vous disposez d'ouvrages ou d'articles de référence ou si vous connaissez des sites web de qualité traitant du thème abordé ici, merci de compléter l'article en donnant les références utiles à sa vérifiabilité et en les liant à la section « Notes et références ».
Josh Kelly (né le 25 avril 1982) est un acteur américain, connu pour son incarnation de Cutter Wentworth dans le feuilleton On ne vit qu'une fois, pour ses rôles dans Transformers 2 et Transformers 3 et pour avoir joué dans la série américaine Unreal.

## Biographie
Josh Kelly nait à Yokosuka dans la préfecture de Kanagawa au Japon. Il grandit à Columbia, dans le Maryland, où il ressort diplômé du lycée Atholton en 2000. Très jeune il sait qu'il veut devenir acteur (et notamment pour des films d'action) et ne souhaite pas poursuivre des études supérieures.	
Inspiré par un père commandant dans la marine, il s'enrôle alors dans l’armée américaine, et est déployé en Afghanistan un mois après le 11 Septembre 2001. Devenu Rangers de l'armée des États-Unis il conduit son unité sur plusieurs missions dont trois en Afghanistan et une en Irak. En rentrant, il emménage à Los Angeles et commence sa carrière d'acteur.

## Carrière
En 2006, soit à l'âge de 24 ans, Josh Kelly obtient son premier rôle à la télévision dans le feuilleton Desire où il jouera dans une vingtaine d'épisodes. L'année suivante, il fait de rapides apparitions dans les séries Ugly Betty, Las Vegas, Moonlight, Les Experts : Miami, True Blood, ou encore Dollhouse.  
En 2009, Josh Kelly fait ses débuts sur grand écran dans le célèbre film d'action Transformers 2 aux côtés de Peter Cullen et Shia LaBeouf, ainsi que dans le film d'horreur Circle of Eight.  
En 2009, avec l'aide de ses collègues de l'armée, il co-écrit et co-réalise un court métrage, Cope, abordant le thème du stress post-traumatique. 
L'année suivante, l'acteur fait une apparition dans les séries NCIS : Los Angeles et FlashForward et poursuit sa carrière au cinéma dans Transformers 3, ainsi que les films d'horreur The Portal et Wolf Town. A noter que pour Transformers 3, on le sollicite également en tant que consultant militaire. 
L'acteur décroche ensuite un rôle récurrent dans le feuilleton On ne vit qu'une fois, il incarnera Cutter Wentworth de décembre 2010 à décembre 2011 puis du d'avril à août 2013, date d’arrêt du feuilleton. 
On peut ensuite apercevoir l'acteur dans différents téléfilms, courts-métrages, et séries jusqu'en 2015 où il décroche le rôle de Jeremy Caner dans la série UnREAL de Sarah Gertrude Shapiro au côté de Shiri Appleby. 

## Filmographie

### Cinéma
- 2007 : Supergator de Brian Clyde : Ryan Houston
- 2009 : Transformers 2 : La Revanche de Michael Bay : (Membre de l'équipe de Epps)
- 2009 : Circle of Eight de Stephen Cragg : Bale
- 2009 : Cope : Josh
- 2011 : Transformers 3 : La Face cachée de la Lune de Michael Bay : Stone (Membre de l'équipe de Epps)
- 2011 : Wolf Town de John Rebel : Rob
- 2014 : Jarhead 2: Field of Fire de Don Michael Paul : Caporal Chris Merrimette
- 2015 : Prisoner of War de Matthew R. Sanders

### Télévision

#### Séries télévisées
- 2003 : Las Vegas : Laveur de vitres (saison 1, épisode 6)
- 2006 : Ugly Betty : Aide-serveur (saison 1, épisode 13)
- 2006 : Désire : Félix (saison 1)
- 2007 : Moonlight : Calvin (saison 1, épisode 6)
- 2007 : Les Experts : Miami : Paul (saison 6, épisode 13)
- 2008 : True Blood : un garçon (saison 1, épisode 1)
- 2009 : FlashForward : Graham Campos (saison 1, épisode 12)
- 2010 : NCIS : Los Angeles : Mostel Renney (saison 1, épisode 11)
- 2010-2013 : On ne vit qu'une fois (One Life to Live) : Cutter Wentworth
- 2012 : Ben And Kate : Steve (saison 1, épisode 6)
- 2012 : Rizzoli & Isles : Ryan (saison 3, épisode 15)
- 2012 : American Wives : Lieutenant Cody Anderson (saison 6, épisodes 15 et 16)
- 2013 : Dumb Girls : Danny (saison 1)
- 2014 : Songbyrd : Jake (saison 1, épisode 1)
- 2015-2018 : UnREAL : Jeremy Caner

#### Téléfilms
- 2017 : Le voyage surprise de Noël (Romance at reindeer lodge) : Jared
- 2018 : La femme secrète de mon mari (My Husband's Secret Wife) de Tamar Halpern : Alex[3]
- 2020 : Confessions d'une ado diabolique (InstaFame) de Nick Everhart : M. Davenport[4]